# Try (P!nk)
Try is een single van de Amerikaanse zangeres P!nk uit 2012. 

## P!nk
Try van de Amerikaanse zangeres P!nk is de tweede single van haar zesde studioalbum The truth about love uit 2012. Het nummer is geschreven door Busbee en Ben West en geproduceerd door Greg Kurstin.

### Hitnoteringen
| Hitlijst                | Datum van binnenkomst | Hoogste positie | Aantal weken | Laatste notering |
| ----------------------- | --------------------- | --------------- | ------------ | ---------------- |
| Single Top 100          | 27-10-2012            | 19              | 35           | 28-09-2013       |
| Nederlandse Top 40      | 03-11-2012            | 23              | 16           | 23-02-2013       |
| Nederlandse Mega Top 50 | 27-10-2012            | 17              | 19           | 02-03-2013       |
| Vlaamse Ultratop 50     | 01-12-2012            | 16              | 21           | 20-04-2013       |
| Vlaamse Radio 2 Top 30  | 22-12-2012            | 6               | 14           | 23-03-2013       |
| Waalse Ultratop 50      | 08-12-2012            | 10              | 25           | 01-06-2013       |
| Australische Top 50     | 30-09-2012            | 6               | 25           | 31-03-2013       |
| Deense Top 40           | 09-11-2012            | 15              | 17           | 01-03-2013       |
| Franse Top 200          | 22-09-2012            | 15              | 56           | 31-10-2015       |
| Noorse Top 20           | 24-11-2012            | 12              | 20           | 04-05-2013       |
| Oostenrijkse Top 75     | 28-09-2012            | 3               | 29           | 17-05-2013       |
| Spaanse Top 50          | 16-12-2012            | 1               | 41           | 01-12-2013       |
| UK Singles Chart        | 27-10-2012            | 8               | 32           | 01-06-2013       |
| Billboard Hot 100       | 17-11-2012            | 9               | 24           | 20-04-2013       |
| Zweedse Top 60          | 23-11-2012            | 47              | 13           | 19-04-2013       |
| Zwitserse Top 75        | 30-09-2012            | 2               | 41           | 28-07-2013       |

#### Nederlandse Top 40
| Hitnotering: 03-11-2012 t/m 23-02-2013 | Hitnotering: 03-11-2012 t/m 23-02-2013 | Hitnotering: 03-11-2012 t/m 23-02-2013 | Hitnotering: 03-11-2012 t/m 23-02-2013 | Hitnotering: 03-11-2012 t/m 23-02-2013 | Hitnotering: 03-11-2012 t/m 23-02-2013 | Hitnotering: 03-11-2012 t/m 23-02-2013 | Hitnotering: 03-11-2012 t/m 23-02-2013 | Hitnotering: 03-11-2012 t/m 23-02-2013 | Hitnotering: 03-11-2012 t/m 23-02-2013 | Hitnotering: 03-11-2012 t/m 23-02-2013 | Hitnotering: 03-11-2012 t/m 23-02-2013 | Hitnotering: 03-11-2012 t/m 23-02-2013 | Hitnotering: 03-11-2012 t/m 23-02-2013 | Hitnotering: 03-11-2012 t/m 23-02-2013 | Hitnotering: 03-11-2012 t/m 23-02-2013 | Hitnotering: 03-11-2012 t/m 23-02-2013 | Hitnotering: 03-11-2012 t/m 23-02-2013 |
| Week:                                  | 1                                      | 2                                      | 3                                      | 4                                      | 5                                      | 6                                      | 7                                      | 8                                      | 9                                      | 10                                     | 11                                     | 12                                     | 13                                     | 14                                     | 15                                     | 16                                     |                                        |
| -------------------------------------- | -------------------------------------- | -------------------------------------- | -------------------------------------- | -------------------------------------- | -------------------------------------- | -------------------------------------- | -------------------------------------- | -------------------------------------- | -------------------------------------- | -------------------------------------- | -------------------------------------- | -------------------------------------- | -------------------------------------- | -------------------------------------- | -------------------------------------- | -------------------------------------- | -------------------------------------- |
| Positie:                               | 32                                     | 29                                     | 24                                     | 28                                     | 32                                     | 29                                     | 24                                     | 23                                     | 23                                     | 24                                     | 26                                     | 27                                     | 27                                     | 29                                     | 30                                     | 36                                     | uit                                    |

#### NederlandseSingle Top 100
| Hitnotering: (week 1 t/m 34) 27-10-2012 t/m 15-06-2013 Hitnotering: (week 35) 28-09-2013 | Hitnotering: (week 1 t/m 34) 27-10-2012 t/m 15-06-2013 Hitnotering: (week 35) 28-09-2013 | Hitnotering: (week 1 t/m 34) 27-10-2012 t/m 15-06-2013 Hitnotering: (week 35) 28-09-2013 | Hitnotering: (week 1 t/m 34) 27-10-2012 t/m 15-06-2013 Hitnotering: (week 35) 28-09-2013 | Hitnotering: (week 1 t/m 34) 27-10-2012 t/m 15-06-2013 Hitnotering: (week 35) 28-09-2013 | Hitnotering: (week 1 t/m 34) 27-10-2012 t/m 15-06-2013 Hitnotering: (week 35) 28-09-2013 | Hitnotering: (week 1 t/m 34) 27-10-2012 t/m 15-06-2013 Hitnotering: (week 35) 28-09-2013 | Hitnotering: (week 1 t/m 34) 27-10-2012 t/m 15-06-2013 Hitnotering: (week 35) 28-09-2013 | Hitnotering: (week 1 t/m 34) 27-10-2012 t/m 15-06-2013 Hitnotering: (week 35) 28-09-2013 | Hitnotering: (week 1 t/m 34) 27-10-2012 t/m 15-06-2013 Hitnotering: (week 35) 28-09-2013 | Hitnotering: (week 1 t/m 34) 27-10-2012 t/m 15-06-2013 Hitnotering: (week 35) 28-09-2013 | Hitnotering: (week 1 t/m 34) 27-10-2012 t/m 15-06-2013 Hitnotering: (week 35) 28-09-2013 | Hitnotering: (week 1 t/m 34) 27-10-2012 t/m 15-06-2013 Hitnotering: (week 35) 28-09-2013 | Hitnotering: (week 1 t/m 34) 27-10-2012 t/m 15-06-2013 Hitnotering: (week 35) 28-09-2013 | Hitnotering: (week 1 t/m 34) 27-10-2012 t/m 15-06-2013 Hitnotering: (week 35) 28-09-2013 | Hitnotering: (week 1 t/m 34) 27-10-2012 t/m 15-06-2013 Hitnotering: (week 35) 28-09-2013 | Hitnotering: (week 1 t/m 34) 27-10-2012 t/m 15-06-2013 Hitnotering: (week 35) 28-09-2013 | Hitnotering: (week 1 t/m 34) 27-10-2012 t/m 15-06-2013 Hitnotering: (week 35) 28-09-2013 | Hitnotering: (week 1 t/m 34) 27-10-2012 t/m 15-06-2013 Hitnotering: (week 35) 28-09-2013 | Hitnotering: (week 1 t/m 34) 27-10-2012 t/m 15-06-2013 Hitnotering: (week 35) 28-09-2013 |
| Week:                                                                                    | 1                                                                                        | 2                                                                                        | 3                                                                                        | 4                                                                                        | 5                                                                                        | 6                                                                                        | 7                                                                                        | 8                                                                                        | 9                                                                                        | 10                                                                                       | 11                                                                                       | 12                                                                                       | 13                                                                                       | 14                                                                                       | 15                                                                                       | 16                                                                                       | 17                                                                                       | 18                                                                                       | 19                                                                                       |
| ---------------------------------------------------------------------------------------- | ---------------------------------------------------------------------------------------- | ---------------------------------------------------------------------------------------- | ---------------------------------------------------------------------------------------- | ---------------------------------------------------------------------------------------- | ---------------------------------------------------------------------------------------- | ---------------------------------------------------------------------------------------- | ---------------------------------------------------------------------------------------- | ---------------------------------------------------------------------------------------- | ---------------------------------------------------------------------------------------- | ---------------------------------------------------------------------------------------- | ---------------------------------------------------------------------------------------- | ---------------------------------------------------------------------------------------- | ---------------------------------------------------------------------------------------- | ---------------------------------------------------------------------------------------- | ---------------------------------------------------------------------------------------- | ---------------------------------------------------------------------------------------- | ---------------------------------------------------------------------------------------- | ---------------------------------------------------------------------------------------- | ---------------------------------------------------------------------------------------- |
| Positie:                                                                                 | 42                                                                                       | 33                                                                                       | 29                                                                                       | 35                                                                                       | 42                                                                                       | 38                                                                                       | 30                                                                                       | 39                                                                                       | 45                                                                                       | 37                                                                                       | 31                                                                                       | 24                                                                                       | 27                                                                                       | 26                                                                                       | 19                                                                                       | 24                                                                                       | 28                                                                                       | 29                                                                                       | 31                                                                                       |
| Week:                                                                                    | 20                                                                                       | 21                                                                                       | 22                                                                                       | 23                                                                                       | 24                                                                                       | 25                                                                                       | 26                                                                                       | 27                                                                                       | 28                                                                                       | 29                                                                                       | 30                                                                                       | 31                                                                                       | 32                                                                                       | 33                                                                                       | 34                                                                                       |                                                                                          | 35                                                                                       |                                                                                          |                                                                                          |
| Positie:                                                                                 | 25                                                                                       | 32                                                                                       | 35                                                                                       | 34                                                                                       | 41                                                                                       | 43                                                                                       | 39                                                                                       | 52                                                                                       | 49                                                                                       | 54                                                                                       | 62                                                                                       | 75                                                                                       | 75                                                                                       | 97                                                                                       | 100                                                                                      | uit                                                                                      | 72                                                                                       | uit                                                                                      |                                                                                          |

#### VlaamseUltratop 50
| Hitnotering: 01-12-2012 t/m 20-04-2013 | Hitnotering: 01-12-2012 t/m 20-04-2013 | Hitnotering: 01-12-2012 t/m 20-04-2013 | Hitnotering: 01-12-2012 t/m 20-04-2013 | Hitnotering: 01-12-2012 t/m 20-04-2013 | Hitnotering: 01-12-2012 t/m 20-04-2013 | Hitnotering: 01-12-2012 t/m 20-04-2013 | Hitnotering: 01-12-2012 t/m 20-04-2013 | Hitnotering: 01-12-2012 t/m 20-04-2013 | Hitnotering: 01-12-2012 t/m 20-04-2013 | Hitnotering: 01-12-2012 t/m 20-04-2013 | Hitnotering: 01-12-2012 t/m 20-04-2013 | Hitnotering: 01-12-2012 t/m 20-04-2013 | Hitnotering: 01-12-2012 t/m 20-04-2013 | Hitnotering: 01-12-2012 t/m 20-04-2013 | Hitnotering: 01-12-2012 t/m 20-04-2013 | Hitnotering: 01-12-2012 t/m 20-04-2013 | Hitnotering: 01-12-2012 t/m 20-04-2013 | Hitnotering: 01-12-2012 t/m 20-04-2013 | Hitnotering: 01-12-2012 t/m 20-04-2013 | Hitnotering: 01-12-2012 t/m 20-04-2013 | Hitnotering: 01-12-2012 t/m 20-04-2013 | Hitnotering: 01-12-2012 t/m 20-04-2013 |
| Week:                                  | 1                                      | 2                                      | 3                                      | 4                                      | 5                                      | 6                                      | 7                                      | 8                                      | 9                                      | 10                                     | 11                                     | 12                                     | 13                                     | 14                                     | 15                                     | 16                                     | 17                                     | 18                                     | 19                                     | 20                                     | 21                                     |                                        |
| -------------------------------------- | -------------------------------------- | -------------------------------------- | -------------------------------------- | -------------------------------------- | -------------------------------------- | -------------------------------------- | -------------------------------------- | -------------------------------------- | -------------------------------------- | -------------------------------------- | -------------------------------------- | -------------------------------------- | -------------------------------------- | -------------------------------------- | -------------------------------------- | -------------------------------------- | -------------------------------------- | -------------------------------------- | -------------------------------------- | -------------------------------------- | -------------------------------------- | -------------------------------------- |
| Positie:                               | 31                                     | 29                                     | 29                                     | 25                                     | 23                                     | 28                                     | 20                                     | 16                                     | 19                                     | 22                                     | 21                                     | 22                                     | 25                                     | 28                                     | 32                                     | 35                                     | 36                                     | 43                                     | 48                                     | 48                                     | 49                                     | uit                                    |

#### NPO Radio 2 Top 2000
| Nummer met noteringen in de NPO Radio 2 Top 2000 | '13  | '14 | '15 | '16 | '17 | '18 | '19 | '20 | '21 | '22 | '23 | '24 |
| ------------------------------------------------ | ---- | --- | --- | --- | --- | --- | --- | --- | --- | --- | --- | --- |
| Try                                              | 1728 | 675 | 472 | 600 | 451 | 533 | 591 | 706 | 783 | 839 | 748 | 941 |

1. ↑  Een vetgedrukt getal geeft de hoogste notering aan.
2. ↑  2013 was het eerste jaar met een notering voor dit nummer.

## Eyelar Mirzazadeh
In de vierde liveshow van het derde seizoen van The voice of Holland zong Eyelar Mirzazadeh op 30 november 2012 haar versie van het nummer Try. Het nummer was na de uitzending gelijk verkrijgbaar als muziekdownload en kwam een week later op nummer 64 binnen in de Nederlandse Single Top 100.

### Hitnotering

#### NederlandseSingle Top 100
| Hitnotering: 07-12-2012 | Hitnotering: 07-12-2012 | Hitnotering: 07-12-2012 |
| Week:                   | 1                       |                         |
| ----------------------- | ----------------------- | ----------------------- |
| Positie:                | 64                      | uit                     |